# اليساندرو جامبادولي
اليساندرو جامبادولي (بالإيطالية: Alessandro Gambadori)‏ (3 يناير 1981 بسينيغاليا في إيطاليا - ) هو لاعب كرة قدم إيطالي في مركز الوسط. لعب مع نادي أسكولي ونادي بيزا ونادي بيستويسي ونادي ساسولو ونادي فاريسي ونادي كاسالي ونادي ليفورنو ونادي مونزا ونادي كييتي كالسيو الرياضي وL'Aquila 1927 ‏ واتحاد بافيا لكرة القدم.

## روابط خارجية
- اليساندرو جامبادولي على موقع قاعدة بيانات كرة القدم.إي يو (الإنجليزية)